# 치타레알레
치타레알레(이탈리아어: Cittareale)는 이탈리아 라치오주 리에티도에 위치한 코무네다. 로마로부터 북동쪽 100km, 리에티로부터 북동쪽 35km 거리에 있다.